# Handley Page HP.22
Los Handley Page HP.22 y HP.23 fueron unos monoplanos deportivos monoplaza, producidos para participar en las pruebas de aviones ligeros de Lympne de 1923. No resultaron exitosos.

## Diseño y desarrollo
Con premios totalizando 2150 libras esterlinas, la competición de aviones ligeros de Lympne de octubre de 1923 atrajo a 28 participantes, incluyendo el Avro 558, el de Havilland Humming Bird y el Gloster Gannet. Handley Page proporcionó tres contendientes, en ese momento sin letra de modelo de la compañía, pero llevando los números de competición 23, 25 y 26. Fueron diseñados por W.H. Sayers, editor técnico de The Aeroplane, y debían mucho a un planeador que él, junto con Frank Courtney y Maurice Wright, había diseñado y construido para participar en una competición de vuelo a vela celebrada en Itford Hill el año anterior. A finales de los años 20, cuando Handley Page comenzó a usar el familiar sistema de numeración HP., fueron designados retrospectivamente los inicialmente similares no. 23 y 25 como HP.22, el no. 26 como HP.23.
Tal y como se completaron inicialmente, los tres aviones tenían mucho en común. Poseían alas de cuerda casi constante que llevaban alerones equipados con slots para un mejor control a baja velocidad. El fuselaje era de sección cuadrada, con la parte inferior elevándose hacia la cola. No había plano de cola fijo, sólo un elevador, y ambos modelos poseían una aleta triangular fija. En los dos HP.22, esta llevaba un timón rectangular ordinario, pero el timón del HP.23 era redondeado en el borde de fuga y estaba equilibrado. La cabina abierta estaba por delante de las alas y el tren de aterrizaje disponía de dos pequeñas ruedas, montadas por dentro del fuselaje en los HP.22 y por fuera en el HP.23. Las principales diferencias entre los dos modelos se debían a que el HP.23 estaba diseñado para competir por los premios de velocidad, en lugar de los de duración de vuelo. Por ello, poseía una envergadura mucho menor de 6,1 m, comparada con los 11,13 m del HP.22. Esta ala tenía slots de borde de ataque en toda la envergadura y flaps de cambio de curvatura. Ambos modelos tenían su motor montado en un pilón inmediatamente por delante del piloto. El HP.22 usaba un motor bóxer bicilíndrico ABC de 397 cc y el HP.23, un bicilíndrico en V Blackburne de 750 cc, requiriendo este último ligeros cambios en el pilón y en el morro.
El no. 23 no fue capaz de hacerse al aire, incluso cuando el pequeño ABC fue reemplazado por un Douglas de 500 cc. Por ello, el no. 25 fue refabricado: el ala fue descendida a una altura semialta, con su incidencia aumentada en 7º, el motor ABC fue carenado y la cabina también fue carenada, aparte de dos pequeñas portillas, que le daban un perfil de morro suave. Así modificado, con un piloto de poco peso y despegue asistido por cuerdas elásticas, permitidos por las normas, el no. 25 tomó parte en la competición, sin éxito. El HP.23 no pudo ser completado a tiempo para la competición. Más tarde, fue comprado por el Ministerio del Aire y trasladado hasta Martlesham, aunque nunca voló allí.

## Especificaciones (HP.22)
Referencia datos: Barnes y James, 1987

### Características generales
- Tripulación: Uno (piloto)
- Longitud: 6,4 m (21 ft)
- Envergadura: 11,1 m (36,5 ft)
- Superficie alar: 14,9 m² (160,4 ft²)
- Peso vacío: 113 kg (249,1 lb)
- Peso cargado: 195 kg (429,8 lb)
- Planta motriz: 1× motor bóxer bicilíndrico de 397 cm3 refrigerado por agua[5] ABC.
  - Potencia: 6 kW (8 HP; 8 CV)

## Aeronaves relacionadas

### Secuencias de designación
- Secuencia HP._ (interna de Handley Page): ← HP.19 - HP.20 - HP.21 - HP.22 - HP.23 - HP.24 - HP.25 - HP.26 →